# Kuni Asahiko
Le prince Kuni Asahiko (久邇宮 朝彦親王, Kuni-no-miya Asahiko shinnō), 27 février 1824 - 25 octobre 1891, est un membre d'une lignée collatérale de la famille impériale du Japon qui joue un rôle clé lors de la restauration de Meiji. Fils adopté de l'empereur Ninkō et plus tard proche conseiller des empereurs Kōmei et Meiji, il est l'arrière-grand-père d'Akihito, empereur du Japon de 1989 à 2019.

## Jeunesse
Le prince Asahiko naît à Kyoto, quatrième fils du prince Fushimi Kuniie, vingtième chef de la Fushimi-no-miya, plus ancienne des quatre branches de la dynastie impériale autorisées à présenter un successeur au trône du Chrysanthème au cas où la principale maison impériale n'est pas en mesure de présenter d'héritier.
Le futur prince Asahiko a plusieurs appellations d'enfance et acquiert plusieurs autres titres et noms au fil des ans. Il est souvent appelé prince Asahiko (Asahiko Shinnō) et prince Nakagawa (Nakagawa-no-miya).
Il est demi-frère des princes Yamashina Akira, Higashifushimi Yorihito, Kitashirakawa Yoshihisa, Fushimi Sadanaru et Kan'in Kotohito.

## Prêtre bouddhiste
Dès son jeune âge, le prince est préparé à devenir prêtre bouddhiste, le parcours professionnel traditionnel pour les garçons non-héritiers de la sesshu shinnōke au cours de l'époque d'Edo. Il est envoyé comme acolyte au Honnō-ji en 1831 mais transféré au Ichijō-in, un abbatiat du Kōfuku-ji à Nara en 1836. En 1838, il est adopté par l'empereur Ninkō. Cette même année, il succède à un oncle en tant qu'abbé du Kōfuku-ji et entre officiellement dans le sacerdoce sous le titre Sonya Hoshinnō. En 1852, l'empereur Kōmei le transfère au Shōren-in en tant que monzeki de la secte Tendai à Kyoto où il porte le titre Shōren no miya Son'yu. Il est également connu sous les noms Awata no miya ou Awataguchi no miya d'après l'emplacement de ce temple. Pendant cette période, le prince devient un ardent défenseur du jōi, l'expulsion de tous les étrangers du Japon. Sa popularité parmi les Ishin Shishi (les patriotes nationalistes pro-impériaux de la cour) attire l'attention d'Ii Naosuke, daimyō du domaine de Hikone et tairō au cours de la maladie fatale du shogun Tokugawa Iesada. Lorsqu'il lance la purge d'Ansei, le prince est condamné à l'isolement perpétuel au Shōkoku-ji. Il passe plus de deux ans vivant dans une minuscule cabane délabrée. Ce traitement irrespectueux du prince enrage les shishi qui font de sa libération un de leurs principaux objectifs.

## Restauration de Meiji
En 1862, le prince est autorisé à revenir à l'état laïque et reçoit le titre Nakagawa no Miya. Cela fait partie de l'amnistie déclarée en l'honneur du mariage du shogun Tokugawa Iemochi avec la princesse Kazu-no-miya, demi-sœur de l'empereur Kōmei. Il retourne à Kyoto, devient un proche conseiller de l'empereur et est connu sous un autre titre, Kaya-no-miya, à cette époque. En septembre 1863, Kōmei lui donne le nom « Asahiko », le statut d'un prince du sang (shinnō) et le nomme Danjō no in, position de haut rang à la cour, ouverte uniquement aux princes du sang. Le prince Asahiko reste à ce poste à la suite de la mort de Kōmei et de l'ascension de l'empereur Meiji.
Après la restauration de Meiji, les ennemis politiques du prince Asahiko ne fléchissent pas. En 1868, il est privé de son statut de prince du sang et exilé à Hiroshima sur de fausses accusations de complot visant à renverser le nouveau gouvernement. L'empereur Meiji lui pardonne en février 1872, restaure son statut princier et lui permet de fonder une nouvelle branche collatérale de la dynastie impériale, la Kuni-no-miya. Il passe les deux dernières décennies de sa vie comme prêtre seigneur dépositaire (saishu) du Ise-jingū. Il meurt à Tokyo en 1891.
Trois des fils du prince Asahiko, Kaya Kuninori, Taka Kuni et Nashimoto Morimasa, servent successivement en tant que prêtres seigneurs dépositaires du sanctuaire d'Ise entre 1891 et 1947. Son fils le prince Kuniyoshi Kuni est le père de la princesse Nagako de Kuni qui épouse le futur Empereur Shōwa et devient la mère de l'actuel empereur du Japon.

## Géniteur des nouvelles familles impériales
Le prince Kuni Asahiko est le père d'au moins dix-huit enfants (neuf fils et neuf filles) par au moins cinq  dames de cour différentes : (1) Izumitei Shizue, seconde fille d'Izumitei Shun'eki, prêtre au Kamo-jinja, Kyoto, (2) Izumi Makiko, (3) Harada Mitsue, (4) Tarao Utako et (5) Tsunoda Sugako.
L'empereur Meiji permet aux deuxième, huitième et neuvième fils du prince Asahiko de fonder de nouvelles branches collatérales de la famille impériale avec le rang de prince héréditaire mineur du sang (ōke) : les maisons Kaya-no-miya, Asaka-no-miya et Higashikuni-no-miya. Le septième fils du prince Asakiko lui succède à la tête de la maison Nashimoto-no-miya. Son quatrième fils lui succède comme deuxième chef de la maison Kuni-no-miya.
1. Princesse Chita (智當宮, Chita-no-miya?), (10 avril 1864 – 14 septembre 1866), avec Izumitei Shizue.
2. Prince Muchimaro, (25 mars 1865 – 10 janvier 1866) avec Izumitei Shizue.
3. Prince Kaya Kuninori (賀陽宮邦憲王?) (1er septembre 1867 - 8 décembre 1909), avec Izumitei Shizue.
4. Princesse Sakako (栄子女王?), (18 février 1868 – 9 janvier 1949) avec Izumi Makiko. Épouse le vicomte Higashizono Motonaru
5. Princesse Akiko (安喜子女王?), (6 juillet 1870 – 19 janvier 1920) avec Izumitei Shizue. Épouse le marquis Ikeda Tadamasa.
6. Princesse Hiroko (飛子女王?), avec Izumitei Shizue
7. Princesse Ayako (絢子女王?), (31 mai 1872 – 26 juillet 1946), avec Izumi Makiko. Épouse le vicomte Takenuchi Koritada.
8. Prince Kuniyoshi Kuni (久邇宮邦彦王?), (23 juillet 1873 - 29 janvier 1929) avec Izumi Makiko
9. Prince Nashimoto Morimasa (梨本宮守正王?), (9 mars 1874 - 2 janvier 1951), avec Harada Mitsue
10. Prince Taka Kuni (久邇宮多嘉王?), (17 août 1875 – 1er octobre 1937), avec Izumitei Shizue
11. Princesse Motoko (素子女王?), (27 mars 1876 - 21 janvier 1918), avec Izumi Makiko. Épouse le vicomte Sengoku Masayuki.
12. Prince Nobu (暢王?), (28 décembre 1876 – 7 août 1877), avec Izumitei Shizue.
13. Princesse Suzuko (篶子女王?), ( 16 octobre 1878 – 3 janvier 1947) avec Izumi Makiko. Épouse le comte Mibu Moto
14. Princesse Yasuko, (21 juin 1878 – 16 juillet 1879), avec Izumi Makiko.
15. Prince Tarashihiko, (24 septembre 1881 – 24 septembre 1881), avec Izumi Makiko,
16. Princesse Atsuko (純子?), (8 mars 1884 - 13 juin 1911), by Terao Utako. Épouse le vicomte Oda Hidezane.
17. Prince Asaka Yasuhiko (朝香宮鳩彦王?) (2 octobre 1887 – 13 avril 1981), avec Tsunoda Sugako.
18. Prince Naruhiko Higashikuni (東久邇宮稔彦王?), (3 décembre 1887 – 20 janvier 1990), avec Terao Utako.

## Source de la traduction
- (en) Cet article est partiellement ou en totalité issu de l’article de Wikipédia en anglais intitulé « Prince Kuni Asahiko » (voir la liste des auteurs).